# Nigga (cantante)
Félix Danilo Gómez Bosques (Chitré; 26 de agosto de 1980), conocido artísticamente como Nigga o Flex, es un cantautor panameño de reggae en español. Alcanzó fama internacional en 2007 con su canción «Te quiero», la cual le valió un premio Grammy Latino en 2008 en la categoría de Mejor Canción Urbana. Es considerado uno de los primeros exponentes del subgénero conocido como Romantic Style.
Ha recibido nominaciones para una variedad de programas que incluyen: Premios Billboard, Premios lo Nuestro, Latin Grammys, Premios Juventud y Premios Oye. Además ha ganado un premio Oye, un Grammy Latino y ocho premios Billboard de la Música Latina.

## Carrera musical

### Primeros años
Félix Danilo Gómez inició su carrera musical en 1999 con la canción «Cómo puedo cantar», incluida en el disco Sin Censura Vol. 2 de Pucho Bustamante. Sin embargo, alcanzó mayor reconocimiento en el año 2000 al participar en el álbum Las Propias 2000, producido por la emisora Fabulosa Stereo y la productora Celia Torres. Allí grabó el tema «Déjala» junto al artista Duende, el cual logró difusión en países como Estados Unidos, Guatemala, Nicaragua, Venezuela y Perú.
Durante la producción de ese disco, la productora le solicitó grabar una canción dedicada al Día de la Madre en Panamá, titulada «La balada de Nigga». Poco después, se conoció que su madre había fallecido a causa de complicaciones relacionadas con un medicamento vencido utilizado en su tratamiento de diálisis. Posteriormente, grabó una versión en balada y otra en estilo reggae del tema, incluida en el álbum Dead Match. En ese mismo disco también se incluyó la canción «Si tú me amaras».
También colaboró con la cantante Catherine en el tema «Hasta cuándo tendré que sufrir» y estrenó el sencillo «Si no te tengo» en la producción Triple X, que alcanzó notable popularidad en Ecuador, donde se mantuvo en rotación radial durante aproximadamente ocho meses.
En 2003 realizó más de 40 conciertos en México y compartió escenario con artistas como Tranzas, Ecualizate y Los Subversivos. Ese mismo año formó parte del grupo musical Rocky Yes, junto con los cantantes panameños El Friend, Duende y El Aspirante, con quienes grabó más de 25 temas, entre ellos, «Amigo», «Tienes que olvidarla», «Déjala» y «Vivir sin ti».

### Consagración
En 2007, el artista panameño lanzó su primer álbum como solista titulado Te quiero: Romantic Style In Da World, el cual recibió una calificación de dos estrellas y media sobre cinco por parte del sitio especializado AllMusic. El disco fue certificado doble platino por la Asociación Mexicana de Productores de Fonogramas y Videogramas (AMPROFON).
El sencillo principal del álbum, «Te quiero», alcanzó el primer puesto en la lista Hot Latin Songs y la posición 86 en el Billboard Hot 100, ambas de la revista Billboard.
Gracias al éxito de este lanzamiento, el cantante realizó colaboraciones con artistas como Juan Luis Guerra, Daddy Yankee, Wisin & Yandel, Sean Kingston y Rihanna.
El 13 de noviembre de 2008 recibió el Premio Grammy Latino en la categoría Mejor canción urbana por «Te quiero». Ese mismo año fue galardonado como Mejor artista de Panamá en los Premios 40 Principales América.
Participó también en el programa televisivo El show de los sueños, emitido por Televisa, donde obtuvo el segundo lugar en su segunda temporada. Posteriormente fue eliminado en la etapa llamada Los reyes del show. Durante ese año, tuvo una breve aparición como actor en la serie Central de abasto, donde también participó con la canción «Te quiero» como parte de la banda sonora.
En 2009 publicó su segundo álbum titulado La evolución romantic style, el cual alcanzó el primer lugar en la lista Latin Rhythm Albums y el tercer puesto en Top Latin Albums de Billboard.
Ese mismo año fue el artista más premiado en los Premios Billboard de la música latina, obteniendo 8 galardones de un total de 13 nominaciones, superando a artistas como Enrique Iglesias, Maná y Luis Fonsi.

### Decadencia y bloqueo discográfico
En 2010 lanzó al mercado el tercer disco de la serie Romantic Style, llamado Romantic Style Parte 3: Desde la Esencia que debutó en el puesto #25 del Top Latin Albums, convirtiéndose en su debut más bajo en las listas de los Estados Unidos en comparación con sus álbumes anteriores.
En 2012 publicó su cuarto álbum de estudio denominado Vives en mi a través de Emi Latin. Este álbum no tuvo éxito al igual que sus álbumes anteriores, ya que fue bloqueado por Sony Music, la cual había sido la subsidiaria de Emi Televisa y que era la anterior discografía del Flex. Además este fue su último disco distribuido en México, debido a su bloqueo discográfico. Poco después de ser bloqueado por dicha discografía regreso a Panamá con la mira de realzar su carrera musical, en dicho año hizo una colaboración con el dúo puertorriqueño Alexis & Fido en el sencillo «Contéstame el teléfono» que fue nominado a los Premios Lo Nuestro en la categoría de Mejor canción urbana, aunque finalmente no ganaría. 

### Años posteriores
En 2013 fue ganador del concurso de talentos Tu cara me suena en su primera temporada en Panamá. Posteriormente, continuó realizando colaboraciones con otros artistas, entre las que destaca «No te pedí de más» junto a Makano.
En 2015 estrenó su sexto álbum de estudio titulado Seduction, bajo la distribución de Sony Music. El álbum obtuvo un éxito moderado, alcanzando el segundo lugar en la lista Latin Rhythm Albums de Billboard durante dos semanas consecutivas. De este disco se desprendió el sencillo «Nadie como tú», que se ubicó en el puesto número 20 en Latin Pop Songs. Ese mismo año participó en la canción «Disfruta la vida» junto al cantante español Antonio Barullo y el rapero puertorriqueño J Álvarez, la cual fue nominada a los Premios Lo Nuestro 2017 en la categoría Colaboración del Año - Urban.
En 2018 regresó a la escena musical en México, luego de haber estado inactivo en ese país debido a problemas con su antigua discografía, con el lanzamiento del sencillo «Cerquita de mí» junto al cantante mexicano Ricky Rick.
En 2019 retomó su carrera musical como artista independiente con el sencillo «Me enamoré de ti». En los años siguientes lanzó varios sencillos, aunque sin lograr el mismo impacto comercial de sus producciones anteriores. No obstante, el 14 de mayo de 2021 publicó su sexto álbum de estudio titulado Delirio, compuesto por 12 canciones y sin colaboraciones.

## Controversias
El nombre artístico inicial de Félix Danilo Gómez, “Nigga”, generó controversia en Estados Unidos debido a la carga peyorativa del término en ese contexto cultural, especialmente hacia la comunidad afrodescendiente. A finales de 2007, y por recomendación de su representante, adoptó el nombre artístico “Flex” para facilitar su aceptación en el mercado angloparlante. En consecuencia, los empaques de su álbum en Estados Unidos fueron editados y reimpresos bajo su nuevo nombre.
El 10 de marzo de 2021, el cantante puertorriqueño Darell publicó un video en sus redes sociales en el que pedía al productor panameño El Chombo que “reviviera a Flex”, en referencia a una supuesta inactividad del artista. Según declaraciones posteriores, el comentario habría sido resultado de un desacuerdo entre Darell y El Chombo durante una reunión en Miami, en la cual este último habría afirmado que el reguetón “ya no sonaba”.
Las declaraciones generaron reacciones en redes sociales por parte de seguidores de Flex, especialmente en Panamá, quienes expresaron su descontento y defendieron el legado musical del artista.

## Filmografía

### Programas de televisión
- 2008: Central de abasto (serie de televisión)
- 2008: El show de los sueños (México)
- 2008: Los reyes del show
- 2013: Tu cara me suena

## Discografía
Álbumes de estudio
- 2007: Te quiero: Romantic Style In Da World
- 2009: La evolución romantic style

- 2010: Romantic Style Parte 3: Desde la esencia

- 2012: Vives en Mi

- 2015: Seduction

- 2021: Delirio

- 2024: Sonido Inmortal

- Álbumes recopilatorios
- 2011: A todo Romantic Style

Álbumes en vivo
- 2009: AOL dejando huellas

## Premios y nominaciones
| Año  | Premio            | Trabajo nominado                      | Categoría                                              | Resultado | Ref.   |
| ---- | ----------------- | ------------------------------------- | ------------------------------------------------------ | --------- | ------ |
| 2008 | Grammy Latino     | Te quiero: Romantic Style In Da World | Mejor álbum urbano                                     | Nominado  | [ 29 ] |
| 2008 | Grammy Latino     | «Te quiero»                           | Mejor canción urbana                                   | Ganador   | [ 1 ]  |
| 2009 | Premios Billboard | «Te quiero»                           | Canción Hot Latin Song del año                         | Nominado  | [ 30 ] |
| 2009 | Premios Billboard | «Te quiero»                           | Canción Hot Latin Song del año, masculino              | Ganador   | [ 31 ] |
| 2009 | Premios Billboard | «Te quiero»                           | Canción Hot Latin Song del año, nueva                  | Ganador   | [ 31 ] |
| 2009 | Premios Billboard | «Te quiero»                           | Canción Latin Pop Airplay del año, nueva               | Nominado  | [ 30 ] |
| 2009 | Premios Billboard | «Te quiero»                           | Canción Tropical Airplay del año, masculino            | Ganador   | [ 31 ] |
| 2009 | Premios Billboard | «Te quiero»                           | Canción Latin Rhythm Airplay del año, solista          | Ganador   | [ 31 ] |
| 2009 | Premios Billboard | «Te quiero»                           | Canción Latin Ringmaster del año, solista              | Ganador   | [ 31 ] |
| 2009 | Premios Billboard | El mismo                              | Mejor artista Hot Latin Song Artist del año, masculino | Nominado  | [ 30 ] |
| 2009 | Premios Billboard | El mismo                              | Mejor artista Top Latin Albums del año, masculino      | Nominado  | [ 30 ] |
| 2009 | Premios Billboard | Te quiero: Romantic Style In Da World | Álbum latino del año                                   | Nominado  | [ 30 ] |
| 2009 | Premios Billboard | Te quiero: Romantic Style In Da World | Mejor álbum latino del año, masculino                  | Nominado  | [ 30 ] |
| 2009 | Premios Billboard | Te quiero: Romantic Style In Da World | Mejor álbum latino del año, nuevo                      | Ganador   | [ 31 ] |
| 2009 | Premios Billboard | Te quiero: Romantic Style In Da World | Mejor álbum Latin Rhythm del año, solista              | Ganador   | [ 31 ] |

## Vida personal
Después de cinco años de citas, Flex se casó con su novia Osiris Vega el 26 de agosto de 2008 y se divorció en 2011. Actualmente Flex vive en Estados Unidos.